# Günther Pancke
Günther Friedrich Wilhelm Ludwig Pancke (ur. 1 maja 1899 w Gnieźnie, zm. 17 sierpnia 1973 w Hamburgu) – SS-Obergruppenführer, Dowódca SS i Policji w Danii oraz kierownik Głównego Urzędu Rasy i Osadnictwa SS (RuSHA).

## Życiorys
Ojciec Friedrich Oskar Pancke był kapitanem (hauptmann) w 49 Pułku piechoty pruskiej w Gnieźnie. Günther Pancke walczył w czasie I wojny światowej, gdzie dosłużył się stopnia podporucznika (niem.Leutnant) oraz został odznaczony Krzyżem Żelaznym II Klasy. Pomiędzy 1920 a 1927 rokiem przebywał w Argentynie. Po powrocie (w sierpniu 1930 roku) wstąpił do NSDAP, a do SS w 1931 roku. Następnie został wyznaczony jako Verbindungsoffizier pomiędzy Führerhauptquartier a SS-Totenkopfverbänden i Einsatzgruppen w 1939 roku. Od 1 września 1939 roku do 9 lipca 1940 roku stał na czele RuSHA. Od października 1943 do końca wojny był Dowódcą SS i Policji w Danii. 20 kwietnia 1944 roku awansowany do stopnia SS-Obergruppenführer und General der Polizei oraz General der Waffen-SS 21 marca 1945 roku.
Po wojnie przez 8 lat więziony w Danii. Wypuszczony na wolność w 1953.

## Awanse
- Leutnant – czerwiec 1918
- SS-Sturmführer – 25 grudnia 1932
- SS-Sturmhauptführer – 30 stycznia 1933
- SS-Sturmbannführer – 12 czerwca 1933
- SS-Obersturmbannführer – 3 września 1933
- SS-Standartenführer – 15 grudnia 1933
- SS-Oberführer – 20 kwietnia 1934
- SS-Brigadeführer – 13 września 1936
- SS-Gruppenführer – 1 września 1938
- Generalleutnant der Polizei – 10 kwietnia 1941
- SS-Obergruppenführer – 21 czerwca 1943
- General der Polizei – 20 kwietnia 1944
- General der Waffen-SS – 21 marca 1945